# Канді (округ)
Канді (синг. මහනුවර දිස්ත්රික්කය, там. கண்டி மாவட்டம்) — один з 25 округів Шрі-Ланки. Входить до складу Центральної провінції країни. Адміністративний центр — місто Канді.

## Площа
Площа округу становить 1940 км². В адміністративному відношенні поділяється на 20 підрозділів.

## Населення
Населення за даними перепису 2001 року становить 1 279 028 чоловік. 74,11% населення складають сингали; 13,14% — ларакалла; 4,07% — ланкійські таміли; 8,10% — індійські таміли; 0,17% — бюргери; 0,21% — малайці і 0,20% — інші етнічні групи. 73,26% населення сповідують буддизм; 10,51% — індуїзм; 13,57% — іслам і 2,63% — християнство.

## історія
Історичні записи свідчать про те, що Канді було засноване в XIV ст. королем Вікрамабаху III (1357–1374), який був монархом королівства Ґампола (сінгал. ගම්පොළ රාජධානිය). Королівство існувало в 1341–1408 рр. і розміщувалося на північ від теперішнього міста, яке на той час мало назву Сенкадаґалапура. В 1469 році було засновано королівство Канді. Поступово Канді розширило свою територію, завоювавши королівства Райагама і Котте, і стало воювати проти Сіттавака. У 1522 році кандійський правитель уклав союзний договір з португальцями, однак португальців більше цікавила сама держава, оскільки саме там були основні плантації корицевого дерева. Після 1546 року, коли війська Португалії та Котте вторглися на територію Канді, угода про союз втратила будь-який сенс. У 1582 році територія Канді була приєднана до Сітаваки. У 1592 році сингальські правителі знову відновили в державі незалежність, а Канді стала столицею королівства. Після британської колонізації Цейлону і завоювання ними столиці, королівство остаточно втратило незалежність. У 1817-1818 рр. в Ува-Велласі, яка номінально тоді була провінцією королівства Канді, сингальці підняли повстання проти колонізації, але не досягнули перемоги. У липні 1848 року спалахнуло селянське повстання, яке почалося з міста Мателе. Віконт Торрінгтона Джордж Байнг жорстоко придушив повстання, стративши бл. 4 000 осіб.
У 1944 році, під час Другої світової війни, командування союзною армією Південно-Східної Азії було переміщено до Канді, де воно залишалося до кінця війни.
Жителі Канді й досі зберігають самобутню культуру, традиції та мистецтво сингальського народу. Кандійські танцюристи захоплюють мандрівників з усього світу самобутністю рухів, незвичайною пластикою, красою костюмів, а «повелителі вогню», які танцюють на розпеченому вугіллі, просто вражають глядачів своїм незвичайним мистецтвом. У 1988 місто включене до списку Всесвітньої спадщини ЮНЕСКО.